# ボプフィンゲン
ボプフィンゲン (ドイツ語: Bopfingen, ドイツ語発音: [ˈbɔp‿fɪŋən]) は、ドイツ連邦共和国バーデン＝ヴュルテンベルク州シュトゥットガルト行政管区のオストアルプ郡最東部の市である。

## 地理

### 位置
ボプフィンゲンは、ヘルツフェルトの北端、ネルトリンガー・リースの北端にあたるエーガー川（ヴェルニッツ川の支流）の谷に位置している。ボプフィンゲンは、ジオパーク・リースの領域にある。
市の北部に 668 m のイプフ山がある。フロッホベルクの遺構があるシュロスベルク (579 m) は市の南に位置する。この他の山としては、ザントベルク (651 m) やシュロス・バルデルン (628 m) がある。

### 隣接する市町村
本市は、北はウンターシュナイトハイム、北東はキルヒハイム・アム・リース、東はリースビュルクおよびバイエルン州の都市ネルトリンゲン、南はネーレスハイム、西はラウフハイムおよび郡庁所在地アーレンと境を接している。

### 市の構成
ボプフィンゲン市は、主邑のボプフィンゲンの他に、かつて独立した町村であったアウフハウゼン、バルデルン、フロッホベルク、ケルキンゲン、オーバードルフ・アム・イプフ、シュロスベルク、トロホテルフィンゲン、ウンターリッフィンゲンおよびこれらに付属する32の村落、小集落、農場、住宅群を含む。人口の半分以上が中核市部以外の地区に住んでいる。

### 土地利用
| 土地利用種別面積 | 農業用地 | 森林   | 住宅地 | 産業用地 | 交通用地 | 水域  | レジャー用地 | その他 |
| ---------------- | -------- | ------ | ------ | -------- | -------- | ----- | ------------ | ------ |
| 面積 (km2)       | 38.57    | 28.10  | 2.81   | 1.03     | 3.87     | 0.41  | 0.32         | 1.87   |
| 占有率           | 50.1 %   | 36.5 % | 3.6 %  | 1.3 %    | 5.0 %    | 0.5 % | 0.4 %        | 2.4 %  |

州統計局の2015年現在のデータによる。

## 歴史
イプフには、青銅器時代後期から鉄器時代初期の防衛施設の遺構がある。2004年に発掘されたオスターホルツ近郊ブークフェルトの聖域のような新しい出土品は、イプフがホイネブルクや Mont Lassois と同様にケルト時代の領主の居所が置かれていたことを示している。
ローマ時代には、現在のオーバードルフにローマのオーバードルフ城 (Opie) があった。Opie は、イプフ (Ipf) に対する先史時代の名称であると考えられる。考古学調査はまた、ローマ時代、現在のバルデルン地区にレンガ工場があったことを示唆している。
この集落自体は、500年頃に建設されたアレマン人の入植地に由来し、1153年に市に昇格した。

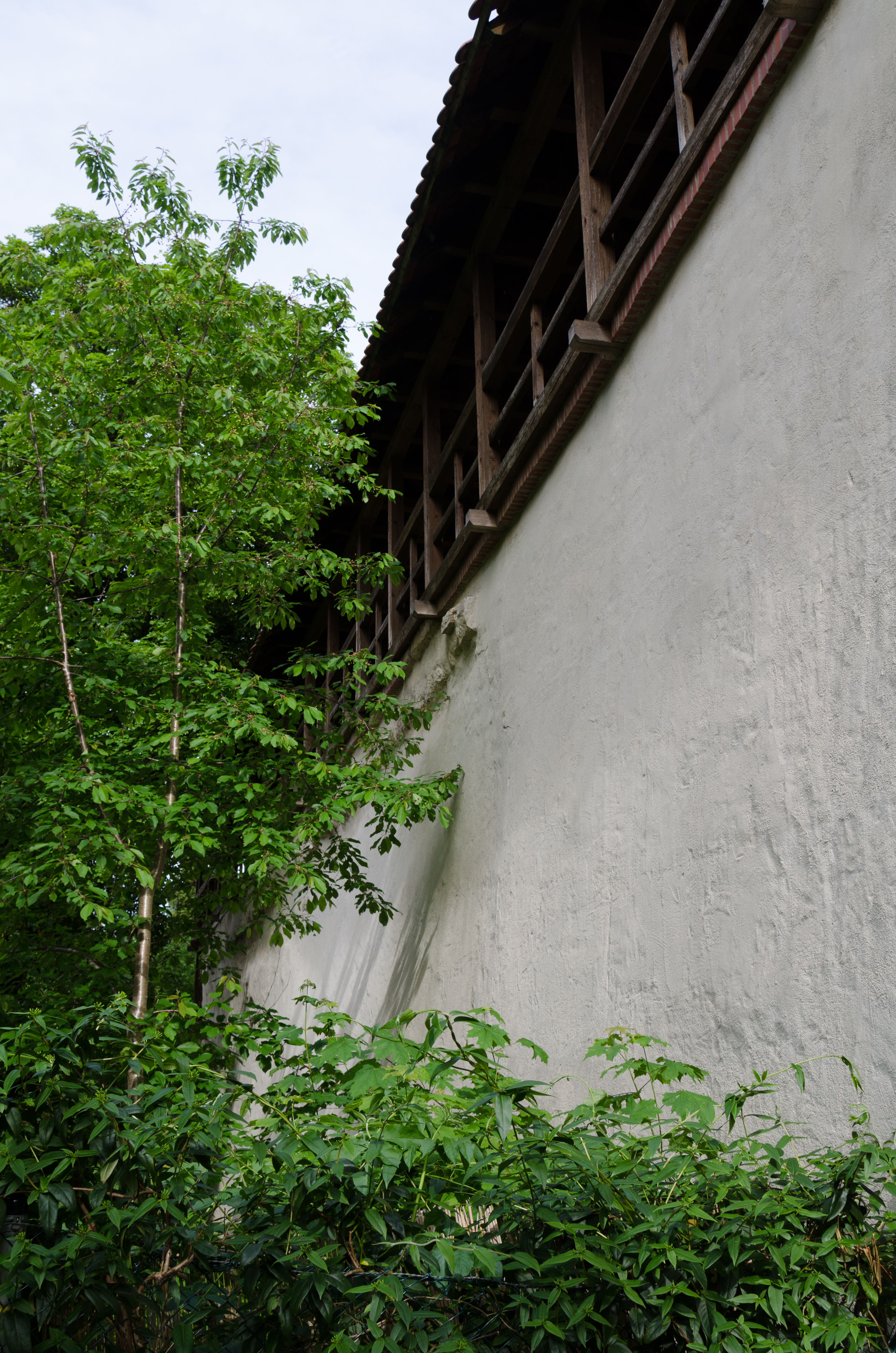
ボプフィンゲンの市壁の遺構

1188年に、burgus Bebphingin（防衛施設を持つ都市ボプフィンゲン）という名称が、皇帝フリードリヒ1世バルバロッサとカスティーリャ王アルフォンソ8世が、フリードリヒの息子コンラートとアルフォンスの娘ベレンガリアの結婚について合意した協定に記述されている。ボプフィンゲンは、シュタウフェン家の他の29の所領とともに、モルゲンガーベとして花嫁に贈られるとされている。実際にはこの結婚は行われなかった。
1241年、ボプフィンゲンは帝国都市となった。1488年に市はシュヴァーベン同盟に加盟した。
1802年にボプフィンゲンは帝国直轄権を失いバイエルン領となり、1810年に最終的にヴュルテンベルク領となった。ここでは、初めオーバーアムト・ネーレスハイムに属したが、1938年にアーレン郡に、1973年にアーレン郡廃止後は新たに創設されたオストアルプ郡に編入された。
1938年の「水晶の夜」では、SA隊員がランゲ通り15番地のシナゴーグに放火したが、勇敢な隣人たちによって消し止められた。ユダヤ系住民が追放・逮捕された後、シナゴーグは体育館として利用され、その後は戦争捕虜収容所、1950年からはカトリック教会、さらにその後は倉庫として利用された。カルクシュタイン通りのユダヤ人墓地には、ホロコーストの犠牲者の名前を刻んだ記念碑が建てられている。また、アウフハウゼンにもユダヤ人墓地がある。ここでは最後の埋葬は1940年になされ、363基の墓石が遺っている。

### 市町村合併
- 1970年1月1日: フロッホベルク
- 1971年1月1日: シュロスベルク[9]
- 1972年1月1日: ケルキンゲン[9]
- 1972年4月1日: トロホテルフィンゲン[9]
- 1973年10月1日: バルデルン、オーバードルフ・アム・イプフ[10]
- 1975年1月1日: アウフハウゼン、ウンターリッフィンゲン[10]

## 住民

### 宗教
かつて自由帝国都市であったボプフィンゲンは純粋に福音主義の街であった。市長と市議会は、1577年のルター派の和協信条に署名した。19世紀から20世紀の移住者の流入や、主にカトリックだった周辺地区との合併の結果、現在のボプフィンゲン市ではカトリックが優勢である。本市にはオストアルプ首席司祭区に属す7つのカトリック教会（アウフハウゼン、バルデルン、ボプフィンゲン、フロッホベルク、イッツリンゲン支教会を含むケルキンゲン、オーバードルフ・アム・イプフ、ウンターリッフィンゲン）、3つの福音主義教会（ボプフィンゲン、オーバードルフ・アム・イプフ、トロホテルフィンゲン）および、新使徒派教会、エホバの証人、自由福音主義教会がそれぞれ1団体ずつある。

## 行政

### 行政共同体
本市は、キルヒハイム・アム・リースおよびリースビュルクを含むボプフィンゲン市行政共同体の本部所在地である。

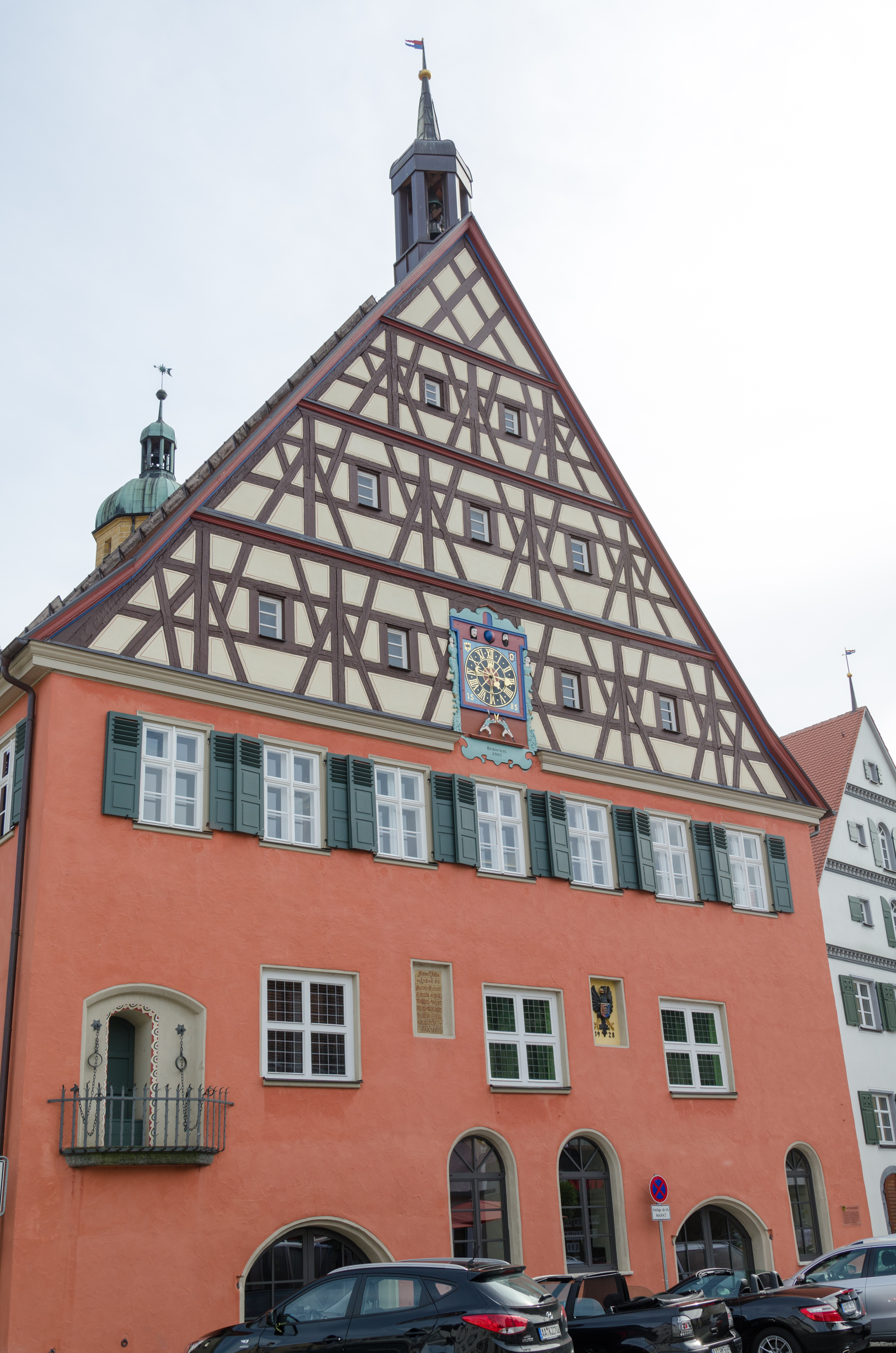
ボプフィンゲン市庁舎

### 首長
2006年2月からグンター・ビューラーがボプフィンゲン市の市長を務めており、2013年11月10日の選挙で再選された。ビューラーは経済地理学者で、それまではバイエルン州の構造的経済政治部門に務めていた。

### 市議会
ボプフィンゲン市の市議会は26議席からなる。市議会議員の任期は5年間である。

### 紋章と旗
図柄: 金地に黒い帝国鷲。鷲に被せられた小盾は、赤地と青地に左右に分割され中央に金の留め金が描かれている。
最も古い印章は1279年のもので、帝国鷲だけが描かれていた。留め金が描かれた左右二分割の盾（しばしばバックルや、フックの受け金に置き換えられる）は、付加図形として1552年に初めて現れる。17世紀以降は鷲の胸盾として描かれるようになった。紋章は、1955年に最終的に現在の形と配色に固定された。
ボプフィンゲンの市の色は赤 - 青である。

### 姉妹都市
- ボーモン（フランス、ピュイ＝ド＝ドーム県）
- ルッシ（イタリア、エミリア＝ロマーニャ州）

これらの都市は三者姉妹協定を結んでいる。

## 経済と社会資本

### 交通
アウフハウゼン、ボプフィンゲン、トロホテルフィンゲンには、リース鉄道（アーレン - ドナウヴェルト）の列車が停車する。連邦道 B29号線（ヴァイブリンゲン - ネルトリンゲン）がボプフィンゲンと全国の道路網を結んでいる。
ボプフィンゲンは、シュヴェービッシェ＝アルプ自転車道に面している。この自転車道は、ボーデン湖からネルトリンゲンまでシュヴェービッシェ・アルプを越えて行く。

### 地元企業
ボプフィンゲン＝アウフハウゼンに本社を置くラーデンブルガー GmbH 社は、バーデン＝ヴュルテンベルク州で2番目に大きな木工所を自認している。家具販売業者マーラー家具の本社はボプフィンゲンにあった。

### 教育機関
オストアルプ＝ギムナジウム、実科学校、作業実科学校を含む本課程学校、3校の基礎課程学校により、ボプフィンゲンは通常の学校システムを一揃え有している。この他に学習障害者のためのシュタウファーシューレもある。
さらにボプフィンゲン市立音楽学校もある。
ローマ＝カトリック教会が運営する幼稚園が6園、福音主義教会が運営する幼稚園が2園、市立幼稚園が5園ある。

### メディア
ボプフィンゲンのローカル新聞は、エルヴァンゲンとアーレンに本社を置くイプフ・ウント・ヤクスト＝ツァイトゥング/アーレナー・ナハリヒテンおよびアーレンに本社を置くシュヴェービッシェ・ポストがある。

## 文化と見所
ボプフィンゲンは、多くの見所を持つ遊歩道シュヴェービシェ＝アルプ＝ノルトラント＝ヴェーク沿いに位置している。

### 建築物

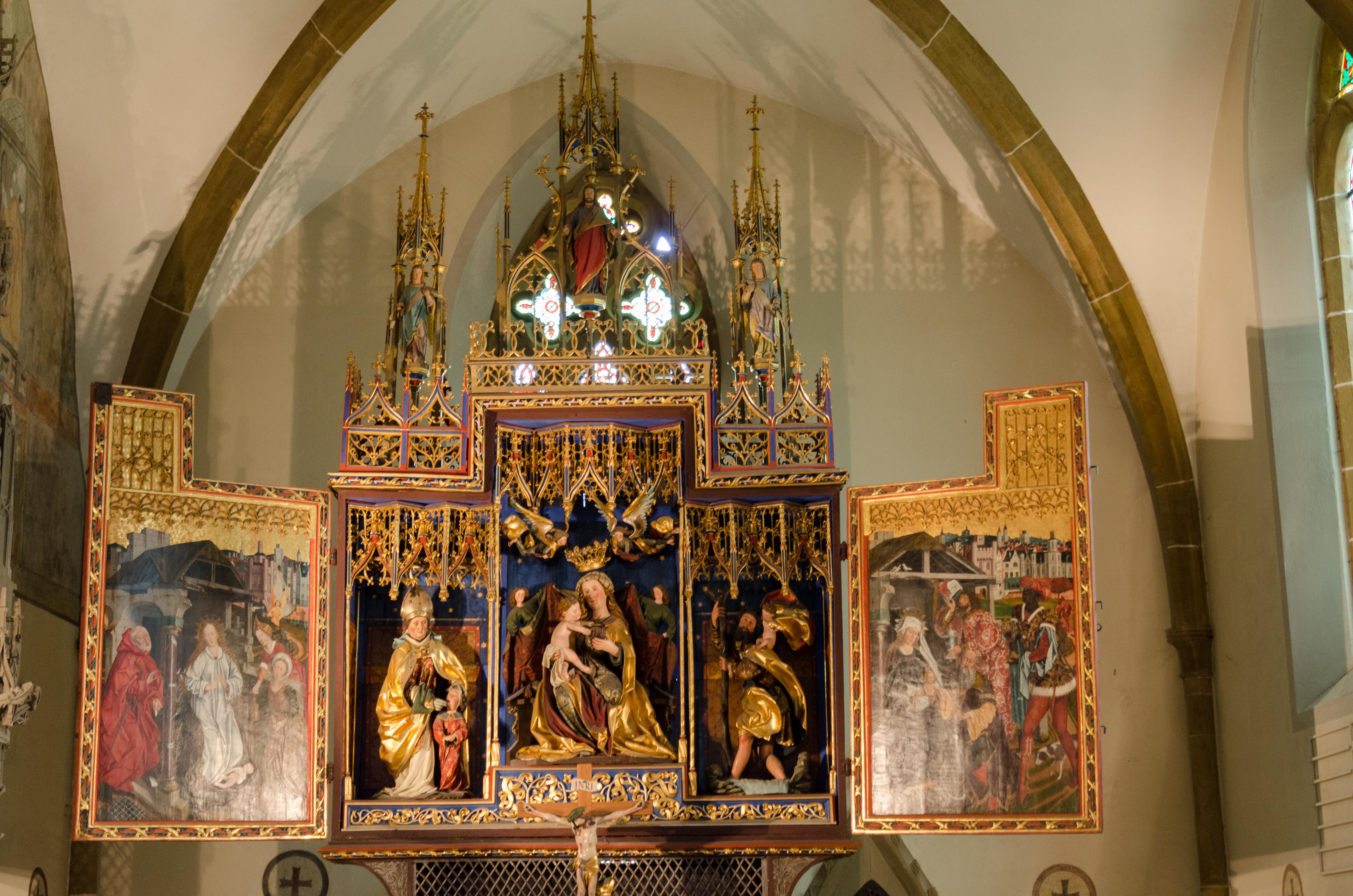
聖ブラジウス教会の有翼祭壇

- 聖ブラジウス市教会: 中世後期（1472年）フリードリヒ・ヘルリン（ドイツ語版、英語版）作の有翼祭壇（ドイツ語版、英語版）を持つ。
- 旧市庁舎: 1585年から1586年にヴォルフガング・ヴァルトベルガーによって建設された木組み建築で、さらし台を有している。
- バルデルン地区のバロック様式の居城バルデルン城: 大規模な武器コレクションを収蔵している。
- トロホテルフィンゲン地区のシュトルヒシェス城
- フロッホベルクに建つバロック様式の巡礼教会「マリエ・ハイムズーフング」（ロッゲンアッカーの我らが聖母）は1741年から1746年に建造された。
- ボプフィンゲン送信所: 南西ドイツ放送の超短波およびテレビ放送（1933年までは中波放送も）の送信塔。
- シュロスベルク地区のフロッホベルク城趾
- アウフハウゼン地区のシェンケンシュタイン城趾
- ケルキンゲン地区の聖オッティリア巡礼教会[17]
- オーバードルフ地区の旧シナゴーグ（1938年に破壊され、現在は博物館として利用されている）

- 聖ブラジウス市教会
- バルデルン城
- シュトルヒシェス城
- フロッホベルクの巡礼教会
- フロッホベルク城趾
- シェンケンシュタイン城趾
- オーバードルフの旧シナゴーグ

### 博物館

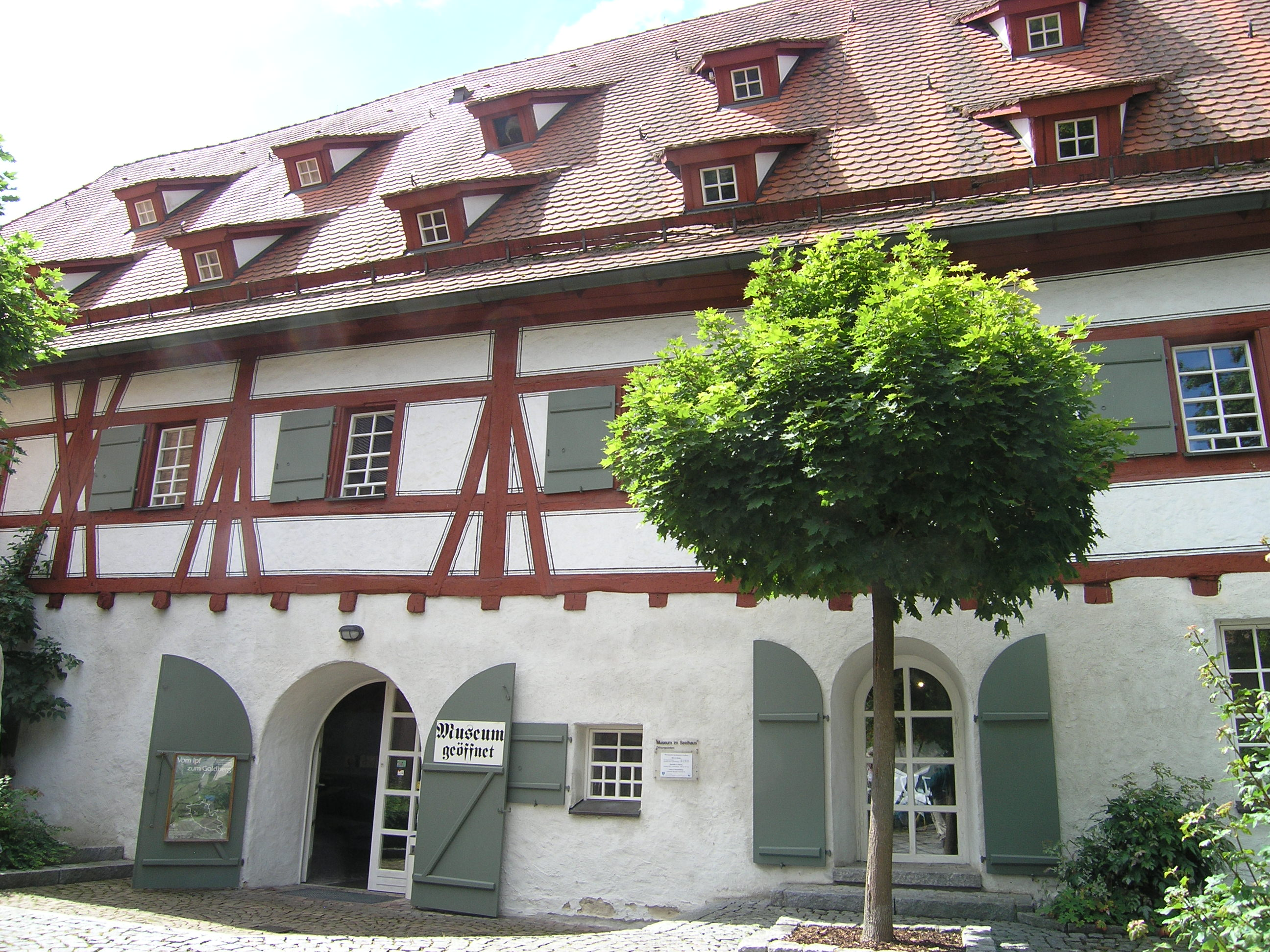
ゼールハウス

- 1505年建造のゼールハウスには、ボプフィンゲンやその周辺の歴史に関する資料が展示されている。
- 旧ボプフィンゲン＝オーバードルフ・シナゴーグの記念と交流の場。この博物館は、かつてのオストヴュルテンベルク最大のユダヤ教団の歴史が紹介されている。
- トロホテルフィンゲン郷土室は、農耕技術と農民文化の博物館である。
- 帝国都市薬局では、1720年の薬草室を見学することができる。

### 記念碑

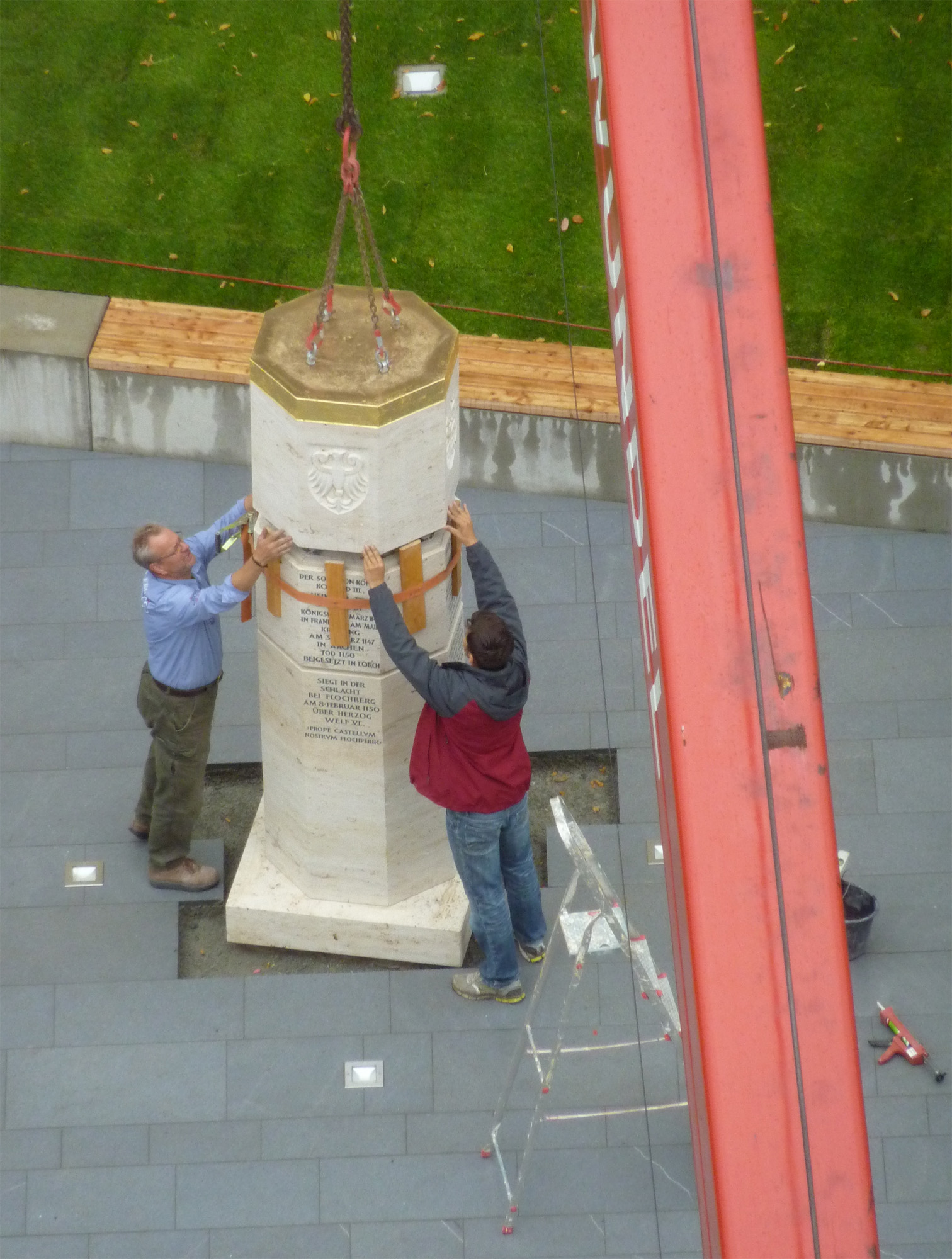
シュタウフェンの石柱の建設（2014年）

2014年10月10日、聖ブラジウス市教会とフォルダー・パファルガッセとの間に新しく広場が造られた際に、シュタウフェンの石柱が設けられた。これはシュタウフェン時代にボプフィンゲンが果たした役割とフロッホベルクの戦いを記念したものである。

### 年中行事
イプフメッセは年に1度開催される世俗祭で、その始まりは1811年にまで遡る。

## 訳注
1. ↑  初夜の朝に花婿から花嫁に与えられる贈り物
2. ↑  類似の紋章と区別するために付け加えられた図形